# 真室川町
真室川町（まむろがわまち）は、山形県の北部にある人口約6千人の町。秋田県と接する。町域の大部分が森林で占められ、古より林業の町として栄えた。

## 地理
新庄盆地の北部に位置する。町の西部から北部にかけ出羽山地の山々が、北東に奥羽山脈の神室連峰が連なっており、平野部は鮭川と真室川が合流する町南部に広がる。真室川町は山形県の北の玄関口であり、北部の雄勝峠を通る奥羽本線や国道13号によって秋田県と結ばれている。
- 山

丁岳 (1145.6m)、大森山 (1077.7m)、萱森 (1070m)、黒森 (1057.7m)、雁唐山 (1044.9m)、加無山 (997.2m)、甑山 (981.4m)、弁慶山 (886.7m)、日山 (293.6m)
- 峠

雄勝峠、主寝坂峠
- 河川

真室川、鮭川（大沢川）、金山川、小又川
- 湖沼

野々村のため池、梅花里湖（ばいかりこ）（高坂ダム）

## 気候
寒暖の差が大きく気温の年較差、日較差が大きい顕著な大陸性気候である。降雪量が多く、周辺の自治体と同様に特別豪雪地帯に指定されている。
| 差首鍋（1991年 - 2020年）の気候    | 差首鍋（1991年 - 2020年）の気候 | 差首鍋（1991年 - 2020年）の気候 | 差首鍋（1991年 - 2020年）の気候 | 差首鍋（1991年 - 2020年）の気候 | 差首鍋（1991年 - 2020年）の気候 | 差首鍋（1991年 - 2020年）の気候 | 差首鍋（1991年 - 2020年）の気候 | 差首鍋（1991年 - 2020年）の気候 | 差首鍋（1991年 - 2020年）の気候 | 差首鍋（1991年 - 2020年）の気候 | 差首鍋（1991年 - 2020年）の気候 | 差首鍋（1991年 - 2020年）の気候 | 差首鍋（1991年 - 2020年）の気候 |
| 月                                 | 1月                             | 2月                             | 3月                             | 4月                             | 5月                             | 6月                             | 7月                             | 8月                             | 9月                             | 10月                            | 11月                            | 12月                            | 年                              |
| ---------------------------------- | ------------------------------- | ------------------------------- | ------------------------------- | ------------------------------- | ------------------------------- | ------------------------------- | ------------------------------- | ------------------------------- | ------------------------------- | ------------------------------- | ------------------------------- | ------------------------------- | ------------------------------- |
| 最高気温記録 °C （°F）             | 12.4 (54.3)                     | 13.8 (56.8)                     | 18.5 (65.3)                     | 29.2 (84.6)                     | 32.6 (90.7)                     | 32.2 (90)                       | 36.0 (96.8)                     | 36.5 (97.7)                     | 34.2 (93.6)                     | 28.1 (82.6)                     | 21.2 (70.2)                     | 18.2 (64.8)                     | 36.5 (97.7)                     |
| 平均最高気温 °C （°F）             | 1.9 (35.4)                      | 2.9 (37.2)                      | 6.4 (43.5)                      | 13.4 (56.1)                     | 20.1 (68.2)                     | 23.9 (75)                       | 27.0 (80.6)                     | 28.6 (83.5)                     | 24.3 (75.7)                     | 17.8 (64)                       | 10.7 (51.3)                     | 4.2 (39.6)                      | 15.1 (59.2)                     |
| 日平均気温 °C （°F）               | −1.0 (30.2)                     | −0.7 (30.7)                     | 1.6 (34.9)                      | 7.0 (44.6)                      | 13.8 (56.8)                     | 18.4 (65.1)                     | 22.2 (72)                       | 23.2 (73.8)                     | 18.9 (66)                       | 12.2 (54)                       | 6.0 (42.8)                      | 1.1 (34)                        | 10.2 (50.4)                     |
| 平均最低気温 °C （°F）             | −3.9 (25)                       | −4.1 (24.6)                     | −2.3 (27.9)                     | 1.5 (34.7)                      | 8.1 (46.6)                      | 13.5 (56.3)                     | 18.3 (64.9)                     | 19.1 (66.4)                     | 14.8 (58.6)                     | 7.9 (46.2)                      | 2.3 (36.1)                      | −1.5 (29.3)                     | 6.1 (43)                        |
| 最低気温記録 °C （°F）             | −14.6 (5.7)                     | −15.1 (4.8)                     | −16.0 (3.2)                     | −7.9 (17.8)                     | −0.6 (30.9)                     | 3.1 (37.6)                      | 8.3 (46.9)                      | 9.5 (49.1)                      | 3.7 (38.7)                      | −1.5 (29.3)                     | −5.7 (21.7)                     | −13.5 (7.7)                     | −16.0 (3.2)                     |
| 降水量 mm （inch）                 | 270.7 (10.657)                  | 196.1 (7.72)                    | 181.1 (7.13)                    | 154.5 (6.083)                   | 180.5 (7.106)                   | 189.8 (7.472)                   | 339.7 (13.374)                  | 275.4 (10.843)                  | 198.2 (7.803)                   | 228.7 (9.004)                   | 286.1 (11.264)                  | 310.0 (12.205)                  | 2,810.9 (110.665)               |
| 平均降水日数 （≥1.0 mm）           | 25.5                            | 21.9                            | 19.5                            | 14.8                            | 13.0                            | 11.9                            | 15.0                            | 13.2                            | 14.4                            | 15.9                            | 20.0                            | 24.7                            | 209.8                           |
| 平均月間日照時間                   | 35.4                            | 54.8                            | 102.6                           | 152.5                           | 192.0                           | 165.8                           | 138.4                           | 174.7                           | 131.6                           | 115.2                           | 74.8                            | 37.9                            | 1,378.3                         |
| 出典1：Japan Meteorological Agency |                                 |                                 |                                 |                                 |                                 |                                 |                                 |                                 |                                 |                                 |                                 |                                 |                                 |
| 出典2：気象庁                      |                                 |                                 |                                 |                                 |                                 |                                 |                                 |                                 |                                 |                                 |                                 |                                 |                                 |

## 歴史

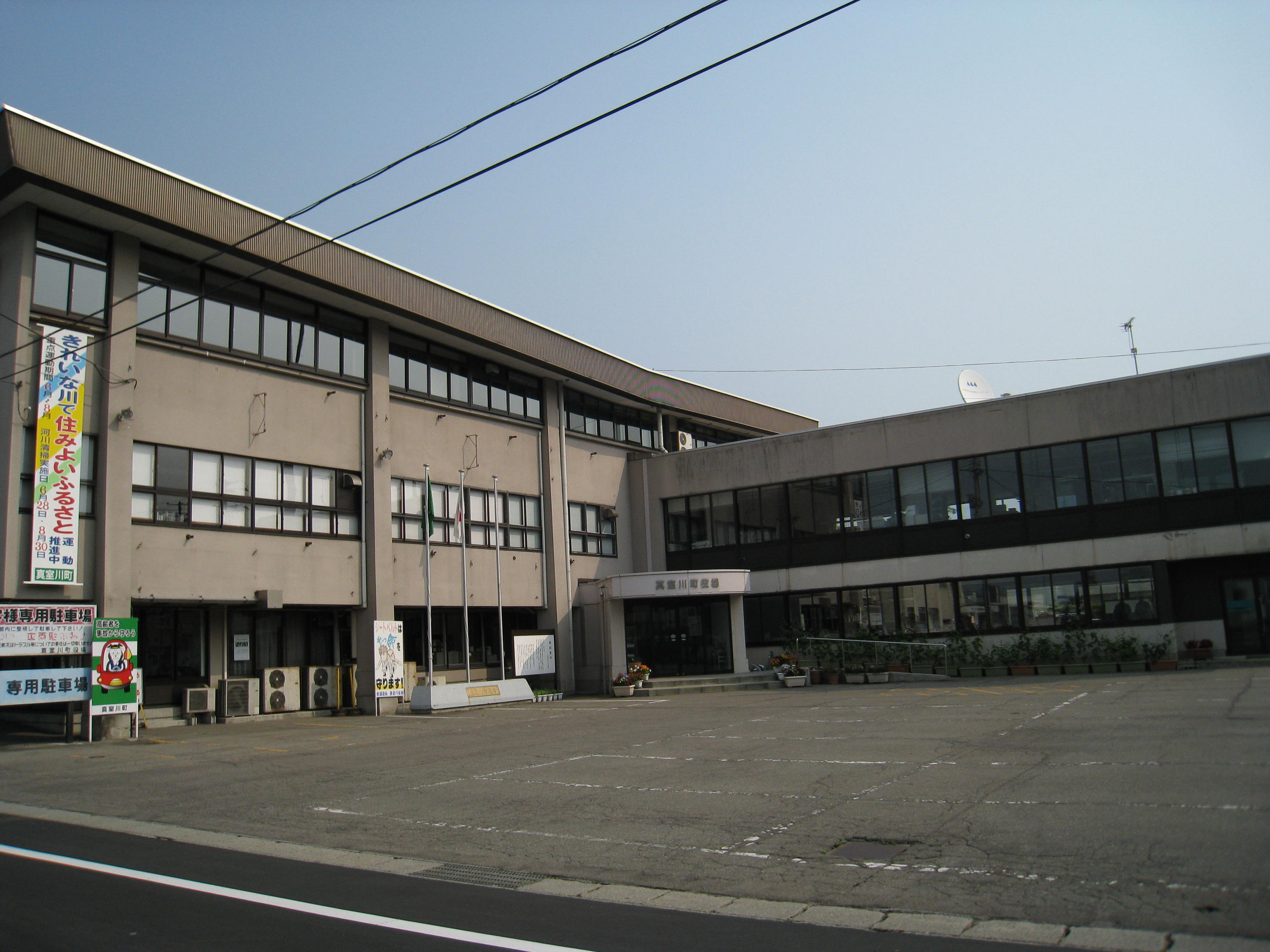
真室川町役場旧庁舎

- 1563年（永禄6年） - 鮭延秀綱が内町の鮭川の高台に、鮭延城を築城。
- 1889年（明治22年）4月1日 - 真室川村、及位村（のぞきむら）、安楽城村（あらきむら）が成立。
- 1904年（明治37年）10月21日 - 国鉄奥羽本線の新庄駅 - 院内駅間開業により現町域に鉄道開通。
- 1950年（昭和25年）4月1日 - 真室川村が町制施行し真室川町となる[3]。
- 1956年（昭和31年）9月30日 - （旧）真室川町、及位村、安楽城村の1町2村が合併し、現在の真室川町誕生[3]。
- 1975年（昭和50年）8月6日 - 8.6水害発生。
- 2004年（平成16年）2月21日 - 24日 - 山形もがみ冬季国体開催（クロスカントリースキー競技）。
- 2020年（令和3年）1月4日 - 旧役場庁舎の老朽化に伴い、町役場新庁舎が完成し業務を開始[1]。

## 行政

### 歴代町長
- 松澤直太郎
- 井上薫（2005年11月より）
- 新田隆治（2017年11月19日より）

### 姉妹都市
- 古河市（茨城県）：1988年（昭和63年）に旧総和町と締結。古河で死去した鮭延秀綱を弔うため、当地に鮭延寺が建立された縁による。

### 行政機関
- 山形森林管理署最上支署（営林署）：最上地方の林業管理を行う。中心都市の新庄市ではなく真室川町に設置されている。

## 経済
- 商業は新庄市への依存が見られるが、町中心部にもある程度の商業施設が揃っている。
- 基幹産業である農業では、食味で全国上位を続けて受賞している米やたらの芽などのブランド化に取り組んでいる。
- 1970年代までは冬季に出稼ぎに行く者が多く、町に入るタバコ税が減少（年間約1700万円の収入予定が約1400万円に減）することもあった[4]。

### 就業人口
（2000年10月1日国勢調査より）
- 第一次産業就業者：843人
- 第二次産業就業者：2,240人
- 第三次産業就業者：2,055人

### 産業
名物・特産品
- 山菜（たらの芽、うるい）
- 原木なめこ
- ワーコム米
- 真室川ラーメン
- 漆器

### 郵便局
- 真室川郵便局（集配局）
- 安楽城郵便局
- 及位郵便局
- 釜渕郵便局
- 大滝簡易郵便局
- 川ノ内簡易郵便局

### 金融機関
- 山形銀行真室川支店

## 地域

### 人口
| |                                          |  |
| 真室川町と全国の年齢別人口分布（2005年） | 真室川町の年齢・男女別人口分布（2005年） |  |
| ■紫色 ― 真室川町 ■緑色 ― 日本全国 | ■青色 ― 男性 ■赤色 ― 女性                |  |
| 真室川町（に相当する地域）の人口の推移 \| 1970年（昭和45年） \| 13,976人 \| \| \| 1975年（昭和50年） \| 13,253人 \| \| \| 1980年（昭和55年） \| 12,888人 \| \| \| 1985年（昭和60年） \| 12,557人 \| \| \| 1990年（平成2年） \| 12,230人 \| \| \| 1995年（平成7年） \| 11,571人 \| \| \| 2000年（平成12年） \| 10,592人 \| \| \| 2005年（平成17年） \| 10,054人 \| \| \| 2010年（平成22年） \| 9,165人 \| \| \| 2015年（平成27年） \| 8,137人 \| \| \| 2020年（令和2年） \| 7,203人 \| \| |                                          |  |
| 総務省統計局 国勢調査より |                                          |  |
| 1970年（昭和45年） | 13,976人                                 |  |
| 1975年（昭和50年） | 13,253人                                 |  |
| 1980年（昭和55年） | 12,888人                                 |  |
| 1985年（昭和60年） | 12,557人                                 |  |
| 1990年（平成2年） | 12,230人                                 |  |
| 1995年（平成7年） | 11,571人                                 |  |
| 2000年（平成12年） | 10,592人                                 |  |
| 2005年（平成17年） | 10,054人                                 |  |
| 2010年（平成22年） | 9,165人                                  |  |
| 2015年（平成27年） | 8,137人                                  |  |
| 2020年（令和2年） | 7,203人                                  |  |

### 医療・健康
- ヘルスケアセンターまむろ川（真室川町立病院）
- 悠悠（特別養護老人ホーム）
- 真室川町総合運動公園

### 文化施設
- 真室川町立歴史民俗資料館（世界的版画家である中川木鈴の作品等を展示）
- 山形県立神室少年自然の家
- ふるさと伝承館
- うるしセンター[5]

### 教育機関
高等学校
- 山形県立新庄神室産業高等学校真室川校

中学校
- 真室川町立真室川中学校[注釈 1]

小学校
- 真室川町立真室川小学校
- 真室川町立真室川あさひ小学校 - 2012年4月開校[6]。
  - 真室川町立安楽城小学校 - 2012年3月閉校。真室川あさひ小学校に統合[6]。
  - 真室川町立差首鍋小学校 - 2012年3月閉校。真室川あさひ小学校に統合[6]。読み「さすなべ」小学校。
  - 真室川町立平枝小学校 - 2012年3月閉校。真室川あさひ小学校に統合[6]。
- 真室川町立真室川北部小学校 - 2007年4月1日開校[注釈 2]
  - 真室川町立大滝小学校 - 2007年3月31日閉校 真室川町立真室川北部小学校に統合
  - 真室川町立釜渕小学校 - 2007年3月31日閉校 真室川町立真室川北部小学校に統合
  - 真室川町立及位小学校 - 2007年3月31日閉校 真室川町立真室川北部小学校に統合
  - 真室川町立小又小学校 - 2007年3月31日閉校 真室川町立真室川北部小学校に統合

## 交通

### 鉄道路線
- 東日本旅客鉄道奥羽本線：真室川駅、釜淵駅、大滝駅、及位駅
- 旧真室川森林軌道：かつて、釜淵駅と青沢越の麓にある高坂集落を結んだ森林鉄道。

### 路線バス
町内を走る路線バスは計6路線。真室川町営バス5路線のほか、鮭川村営バスの日下 - 真室川線が乗り入れている。
町営バスの料金は各路線一律200円、定期券が全路線月額2,000円となっている（2010年（平成22年）4月1日変更）。回数券および定期券は役場や各地区総合施設で販売し、また回数券はバス車内でも販売している。
日曜・祝日・12月30日 - 1月3日は全路線が運休となる。
真室川町路線バス（真室川町営バス）
- 東循環線
- 西循環線
- 高坂線
- 及位線
- 金山線

鮭川村営バス
- 日下 - 真室川線

### 道路
- 高速道路
  - 一般国道13号主寝坂道路（E13 東北中央自動車道）：（及位IC、2005年供用開始）
- 一般国道
  - 国道13号、国道344号
- 主要地方道
  - 山形県道35号真室川鮭川線
- 一般県道
  - 山形県道192号釜渕中田線
  - 山形県道319号赤坂真室川線
  - 山形県道320号仁田山平岡線
  - 山形県道321号蟻喰羽前豊里停車場線
  - 山形県道322号砂子沢小又釜渕線
  - 山形県道324号平岡日当線
  - 山形県道377号西郡居口線
- 広域農道
  - 最上広域農道

### 空港
最寄の空港
- 庄内空港（酒田市・鶴岡市）
- 山形空港（東根市）

旧大日本帝国陸軍真室川飛行場
戦前、野々村集落に存在していた練習用飛行場。1940年（昭和15年）、旧日本軍のパイロットの訓練場として整備された。戦争末期には、アメリカ海軍のグラマン艦上戦闘機による空襲を受け6人が死亡した。飛行場跡は現在、真室川総合運動公園や山形県立新庄神室産業高等学校真室川校の敷地になっている。

## 観光

### 祭事・イベント

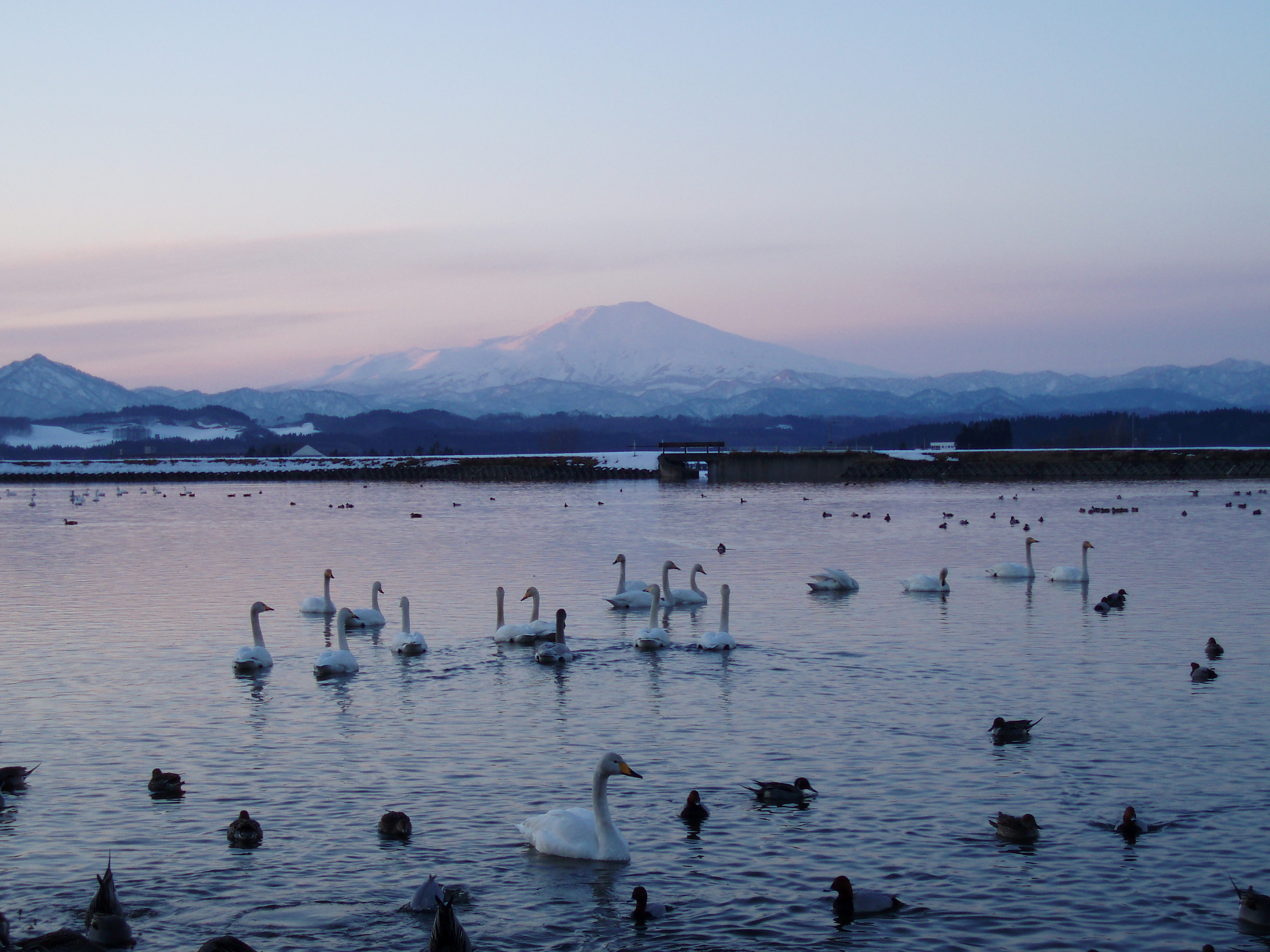
野々村のため池から鳥海山を臨む

- 4月
  - 真室川梅まつり
- 7月
  - 真室川音頭全国大会
  - 真室川ブギウギ音楽祭
- 8月
  - 真室川まつり
- 10月
  - 巨木の森コンサート
  - 番楽フェスティバル

### 名所・レジャー
- 真室川梅林公園
- 加無山県立自然公園（男甑山・女甑山・男加無山・女加無山・萱森・丁岳）
  - 全国有数の巨木群（女甑山、地蔵鞍、高坂の大カツラ等）
  - 高坂ダム（釣り、キャンプ、バードウォッチング等）

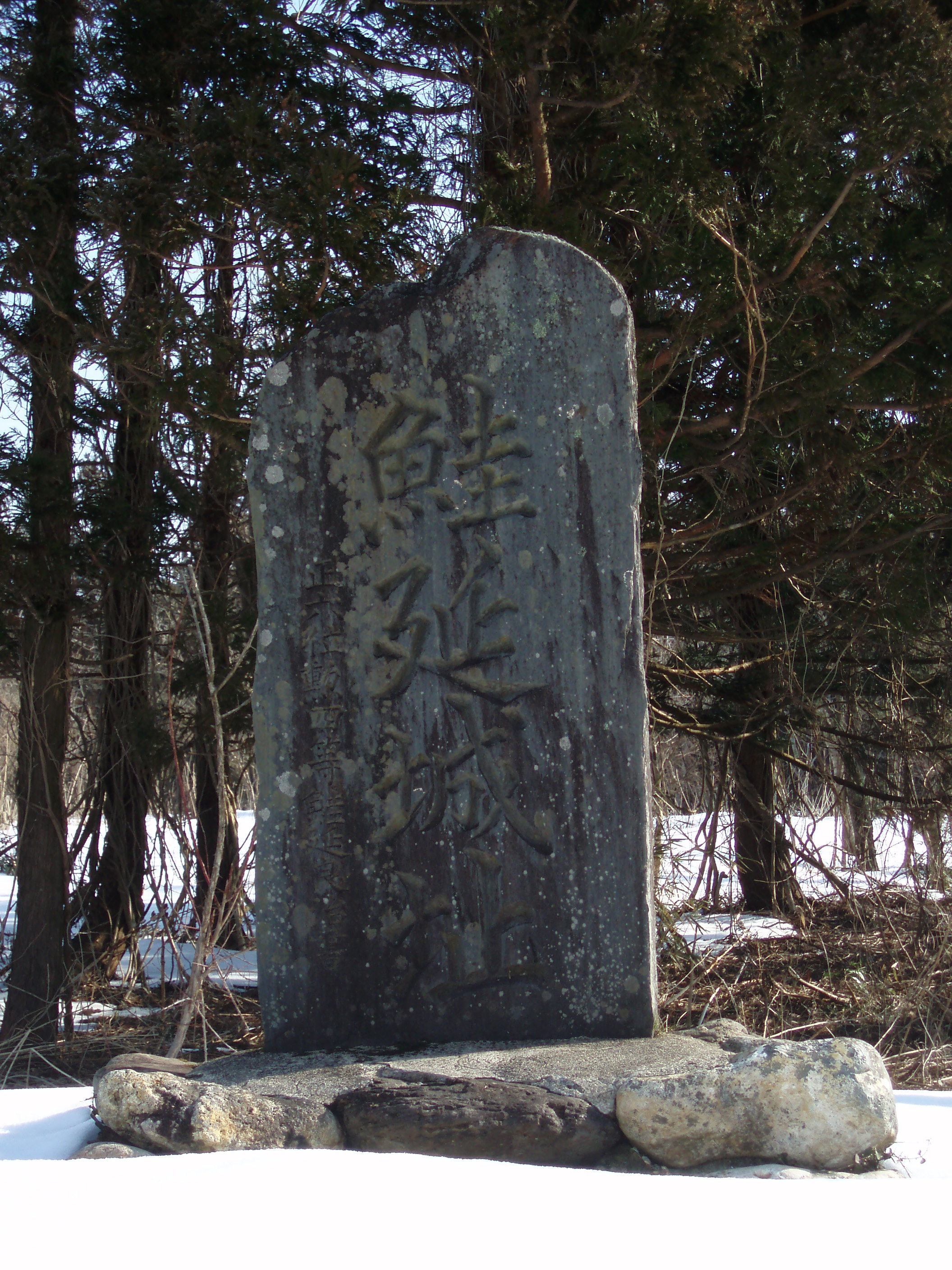
鮭延城址

- 野々村のため池 - 冬、白鳥の飛来地[14]
- 国設秋山スキー場
- 及位観光わらび園
- まむろがわ温泉 梅里苑
  - 産直まごころ工房
  - そば打ち体験施設
  - 炭焼き体験施設
  - 林間コテージ
  - トロッコ列車 等

### 寺社・旧跡
- 山神社
  - 銅造如来倚像（国の重要文化財、1987年6月6日指定）
- 正源寺
  - 土偶（国の重要文化財、1965年5月29日指定）
- 鮭延城址

### 郷土芸能
- 真室川音頭
- 安楽城のわらべ唄
- 平枝番楽、八敷代番楽、釜淵番楽

## 縁のある有名人
- 沓沢朝治 - 鷹匠、映画「老人と鷹」のモデル（1896年-1983年）
- 松沢雄蔵 - 元衆議院議員（1910年-1983年）
- 佐藤昇 - 俳優
- 青木富美子 - 真室川高等学校教諭 1992年アルベールビル、1994年リレハンメル、1998年長野冬季五輪出場（クロスカントリースキー）
- 桂吉弥 - 出囃子に「真室川音頭」を使用している縁で、2013年に「まむろがわ大使」に起用される。

## ドキュメンタリー
- 新日本紀行「わらべ唄とふきのとう〜山形・真室川町〜」（1980年、NHK）[15]